# Префектура Мије
Мије (Јапански:三重県, Mie-ken) је префектура у Јапану која се налази у региону Кансај на острву Хоншу. Главни град је Цу.